# Birkenbach (Schlierach)
Der Birkenbach ist ein etwa zweieinhalb Kilometer langer Bach im Stadtgebiet von Miesbach im bayerischen Landkreis Miesbach, der in Miesbach selbst von links und Südwesten in die Schlierach mündet.

## Geographie

### Verlauf
Der Birkenbach entsteht auf etwa 770 m ü. NHN zwischen den Miesbacher Einöden Ratzenlehen im Norden, Oberhöger im Westen und Schönberg im Südosten in einer weiten Wiesenflur. Von einer Galerie begleitet fließt er durchweg etwa nordostwärts, berührt bald ein Waldgebiet am rechten Ufer, nimmt danach westlich des Einöde Stoib das von Südsüdwesten kommende Reiterbächlein auf und unterquert dann die B 472.
Sodann passiert er gleich die rechts liegende Einöde Bach und fließt unter dem Dorf Grießer auf dem linken Hangpodest vorbei. Eine Siedlung des zentralen Miesbach tritt nun ans rechte Ufer. Die danach etwas stärker eingetiefte, aber schmale Talmulde ist nun größtenteils baumbestanden, Siedlungsteile von Miesbach reichen aber nahe an den Lauf. Zuletzt unterquert der Birkenbach in Miesbach selbst den Schlierachweg und mündet dann zwischen den Flussquerungen der Bahnstrecke Schliersee–Holzkirchen und der Tölzer Straße von links und auf etwa 687 m ü. NHN in die Schlierach.
Der Birkenbach mündet nach einem 2,6 km langen Lauf mit mittlerem Sohlgefälle von etwa 32 ‰ rund 83 Höhenmeter unterhalb seines Ursprungs.